# Fiat Ulysse
Fiat Ulysse — мінівен італійської марки Fiat, що виготовлявся у Франції на заводі Sevel у співпраці з PSA. Крім Ulysse виготовляються подібні моделі, такі, як Peugeot 806, Citroën Evasion і Lancia Zeta. З червня 1994 року до липень 2011 року виготовлено два покоління Ulysse, перш ніж його замінив Fiat Freemont.
З 2022 року почнеться випуск третього покоління. Комерційна версія автомобіля називається Fiat Scudo.

## Перше покоління (1994-2002)
Fiat Ulysse першого покоління були введені в 1994 році. Вони менші, ніж американські фургони, такі як Chrysler Voyager, який також доступний в Європі. На відміну від Toyota Previa і так як в американських мінівенів вони обладнані зсувними задніми бічними дверима, цю рису, вони поділяють зі своїми комерційними братами. Незважаючи на те, що Voyager також прийшов в версії "Гранд" з подовженим кузовом і колісною базою Fiat Ulysse прийшов тільки в одному розмірі.
У жовтні 1998 року мінівени Fiat Ulysse були злегка оновлені.

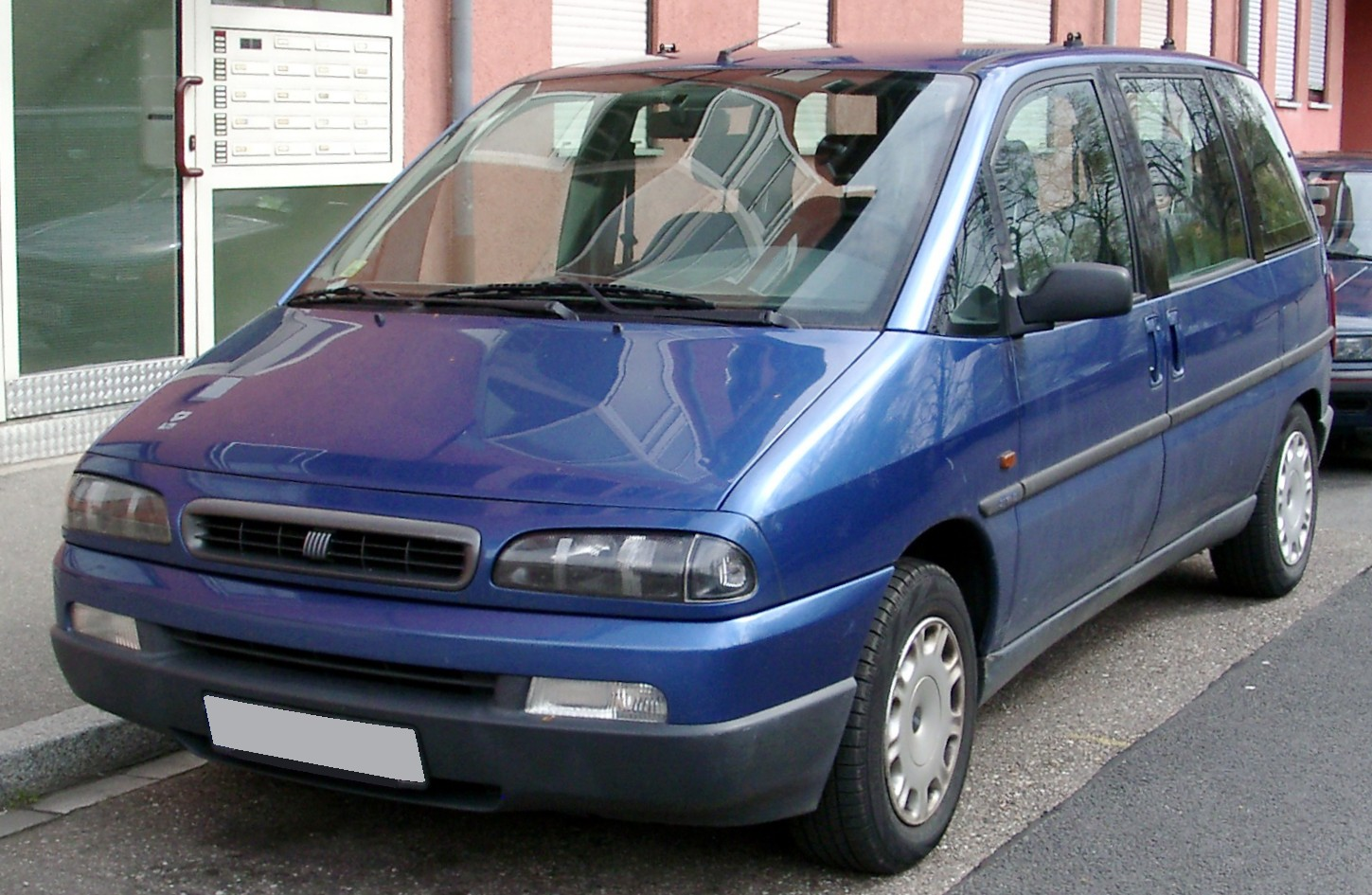
Fiat Ulysse (1998-2002)
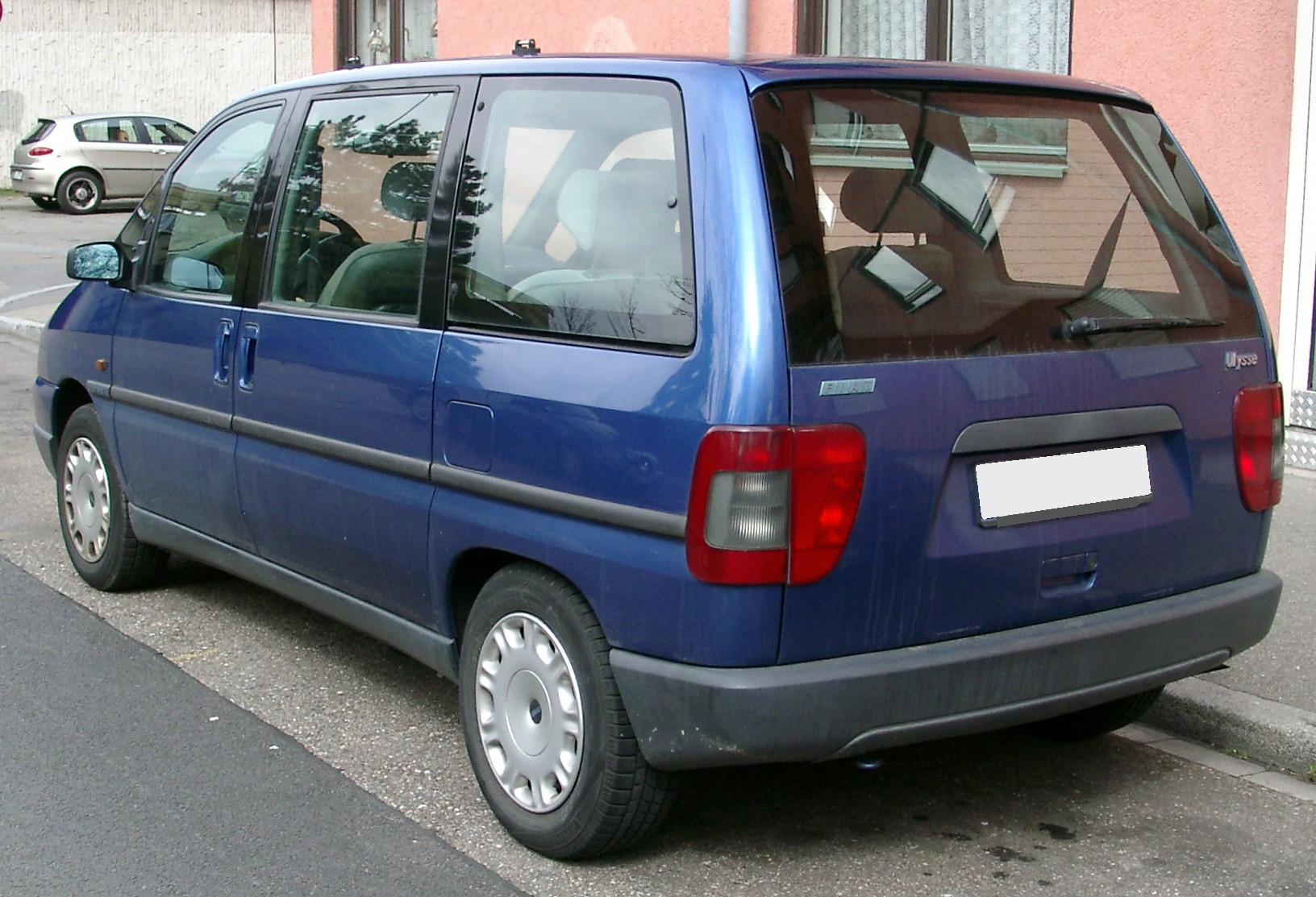
Fiat Ulysse (1998-2002)

### Двигуни
| Двигун       | Об'єм [см³] | Тип двигуна | Потужність [к.с.] ( [кВт] ) при об/хв | Крутний момент [Нм] при об/хв |            |            |            |            |            |
| Бензинові:   | Бензинові:  | Бензинові:  | Бензинові:                            | Бензинові:                    | Бензинові: | Бензинові: | Бензинові: | Бензинові: | Бензинові: |
| ------------ | ----------- | ----------- | ------------------------------------- | ----------------------------- | ---------- | ---------- | ---------- | ---------- | ---------- |
| 1.8 8V       | 1761        | І4          | 99 (73)/5750                          | 147/2600                      |            |            |            |            |            |
| 2.0 8V       | 1998        | І4          | 121 (89)/5750                         | 170/2650                      |            |            |            |            |            |
| 2.0 16V      | 1998        | І4          | 132 (97)/5500                         | 180/4200                      |            |            |            |            |            |
| 2.0 16V      | 1997        | І4          | 136 (100)/6000                        | 190/4100                      |            |            |            |            |            |
| 2.0 8V Turbo | 1997        | І4          | 147 (108)/5300                        | 235/2500                      |            |            |            |            |            |
| Дизельні:    |             |             |                                       |                               |            |            |            |            |            |
| 1.9 8V TD    | 1905        | І4          | 90 (66)/4000                          | 196/2250                      |            |            |            |            |            |
| 2.0 8V JTD   | 1997        | І4          | 109 (80)/4000                         | 250/1750                      |            |            |            |            |            |
| 2.0 16V JTD  | 1997        | І4          | 109 (80)/4000                         | 270/1750                      |            |            |            |            |            |
| 2.1 12V TD   | 2088        | І4          | 109 (80)/4300                         | 250/2000                      |            |            |            |            |            |

## Друге покоління (2002-2011)

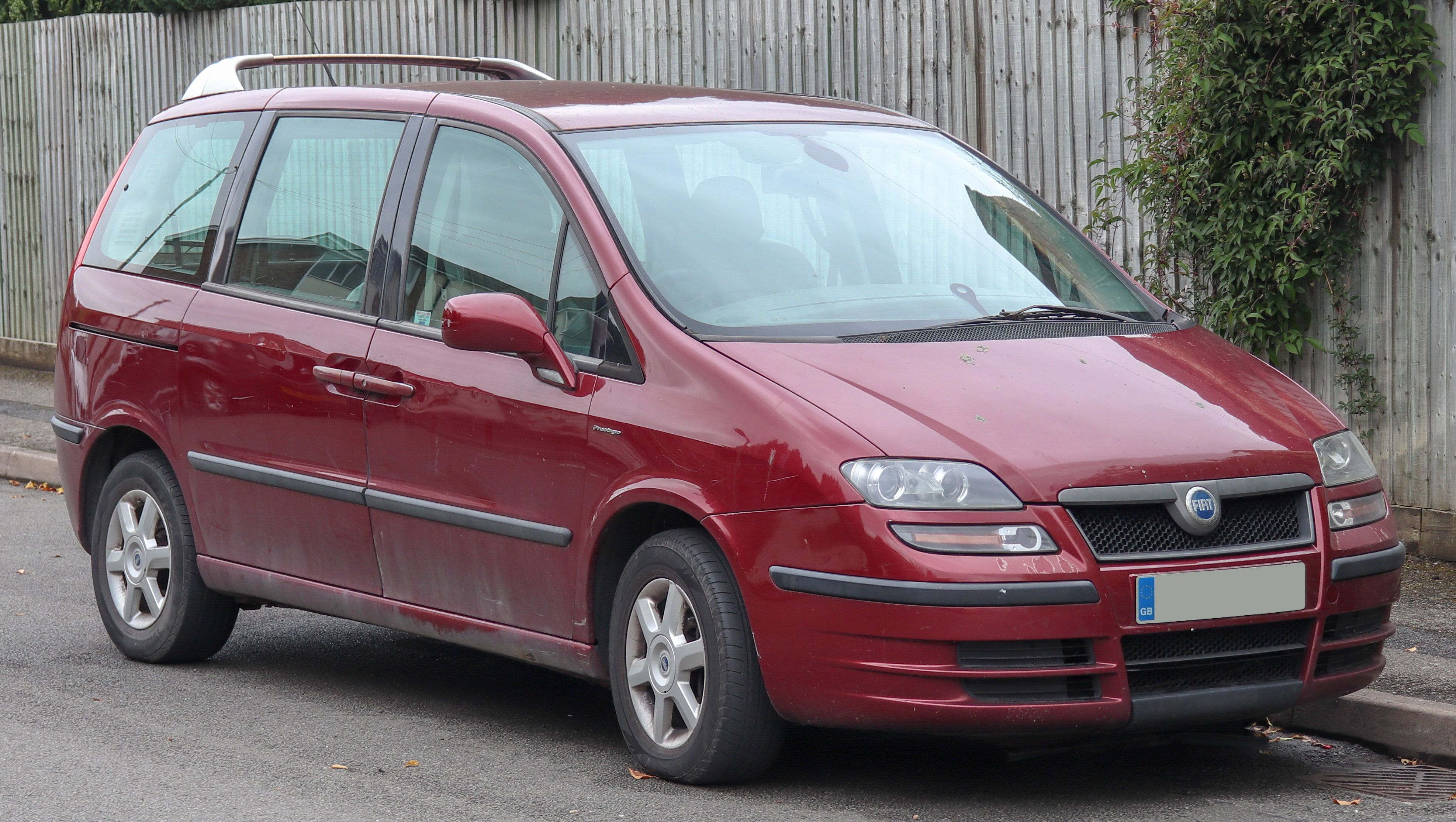
Fiat Ulysse II (08/2002–02/2008)

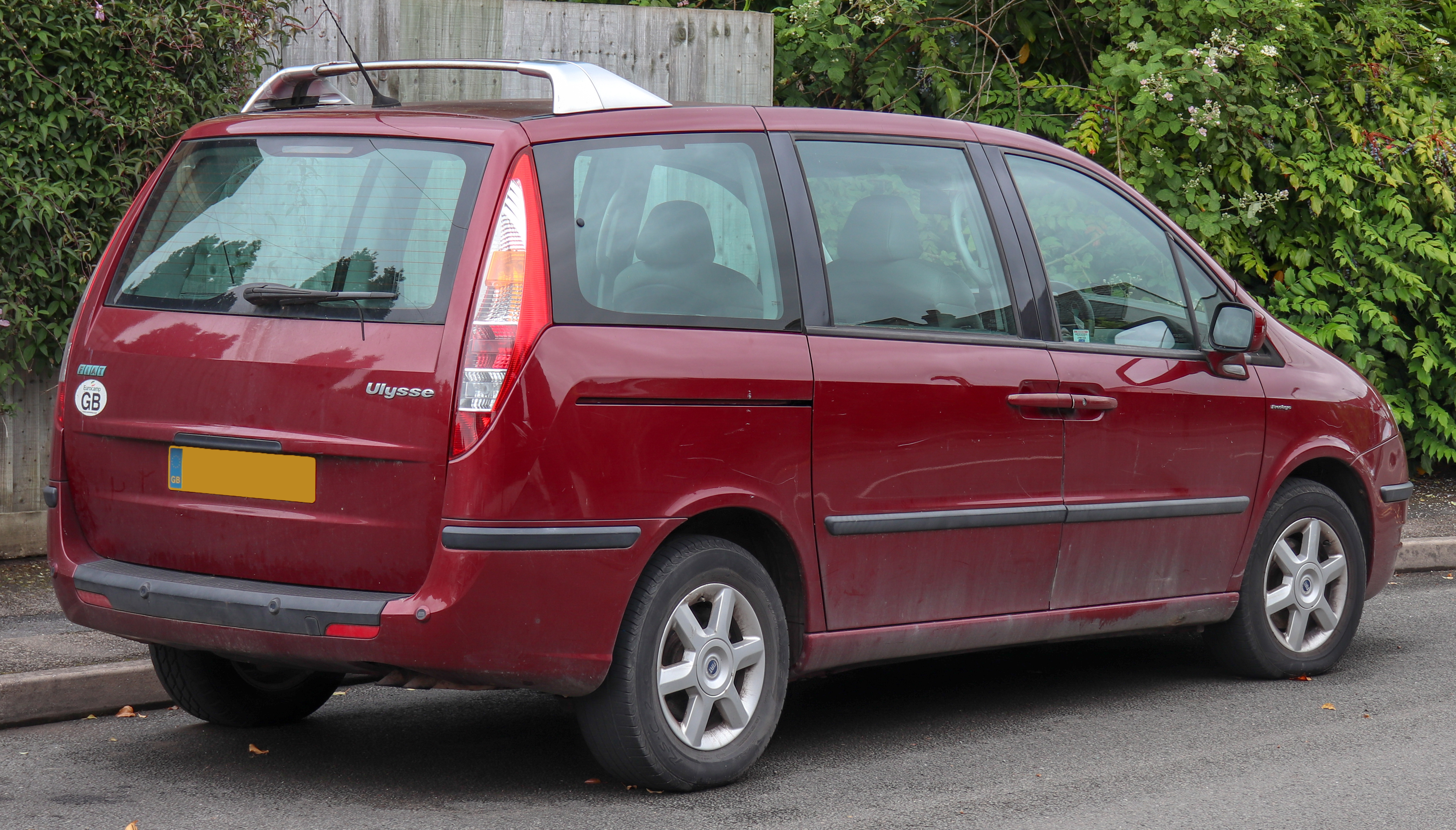
Fiat Ulysse II (08/2002–02/2008)

В лютому 2002 року були запущені мінівени Fiat Ulysse другого покоління. Днище, колісна база і підвіска не були змінені, але всі зовнішні розміри, включаючи передню і задню колію, були збільшені. Збільшення довжини майже на 30 мм значно посилили внутрішній об'єм. Нові Fiat Ulysse отримали більш сучасний зовнішній вигляд, а також сучасний вигляд приладової панелі з централізовано встановленими датчиками.
В 2008 році мінівени Fiat Ulysse отримали легку підтяжку обличчя.
В липні 2011 року кросовер Fiat Freemont замінив модель Fiat Ulysse.

### Двигуни
Бензинові
- 2,0 136/140 к.с.
- 2,2 158 к.с.
- 3,0 V6 204 к.с.

Дизельні
- 2,0 JTD 110/120/136/163 к.с.
- 2,2 JTD 128/170 к.с.

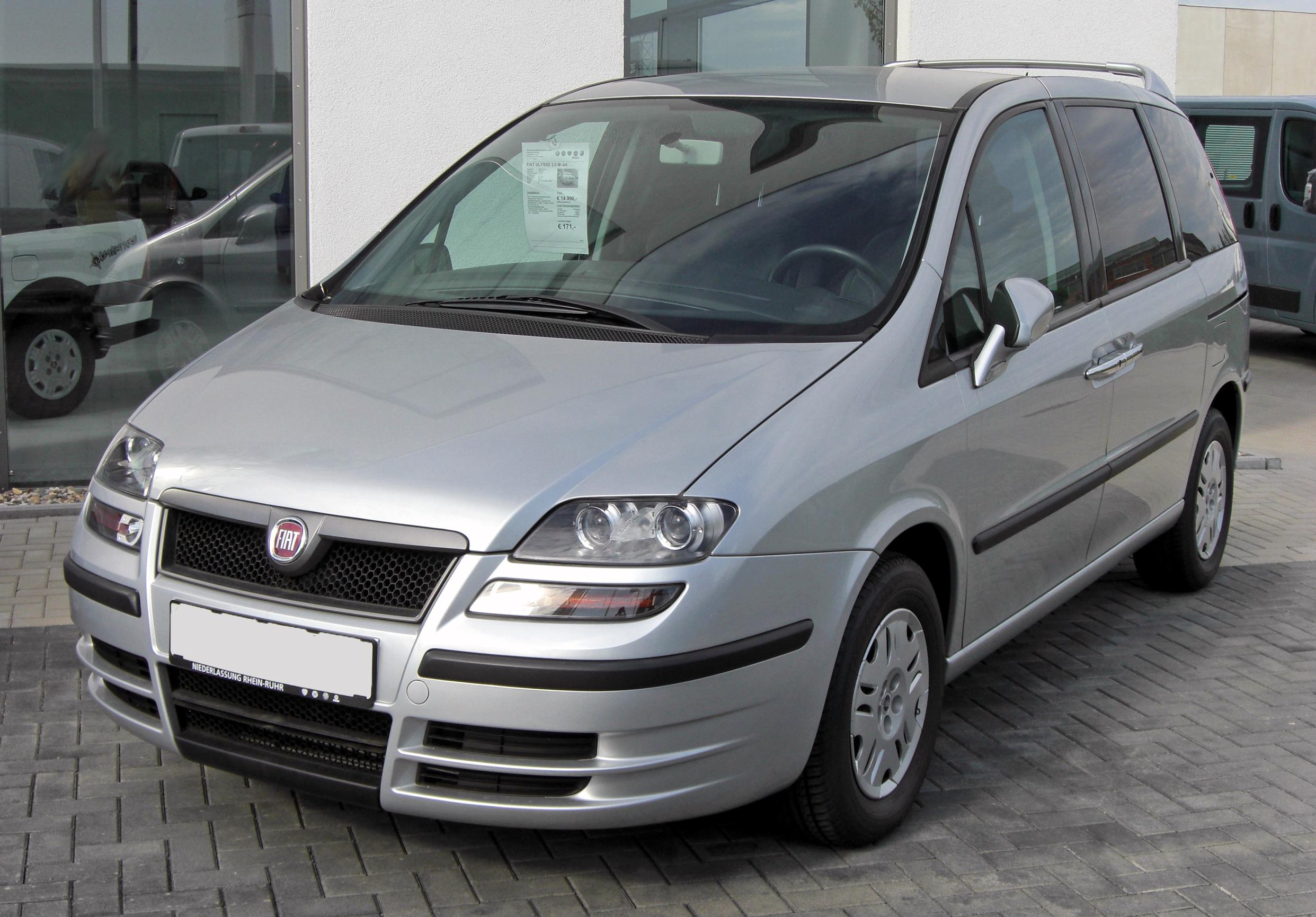
Fiat Ulysse II (02/2008–07/2011)
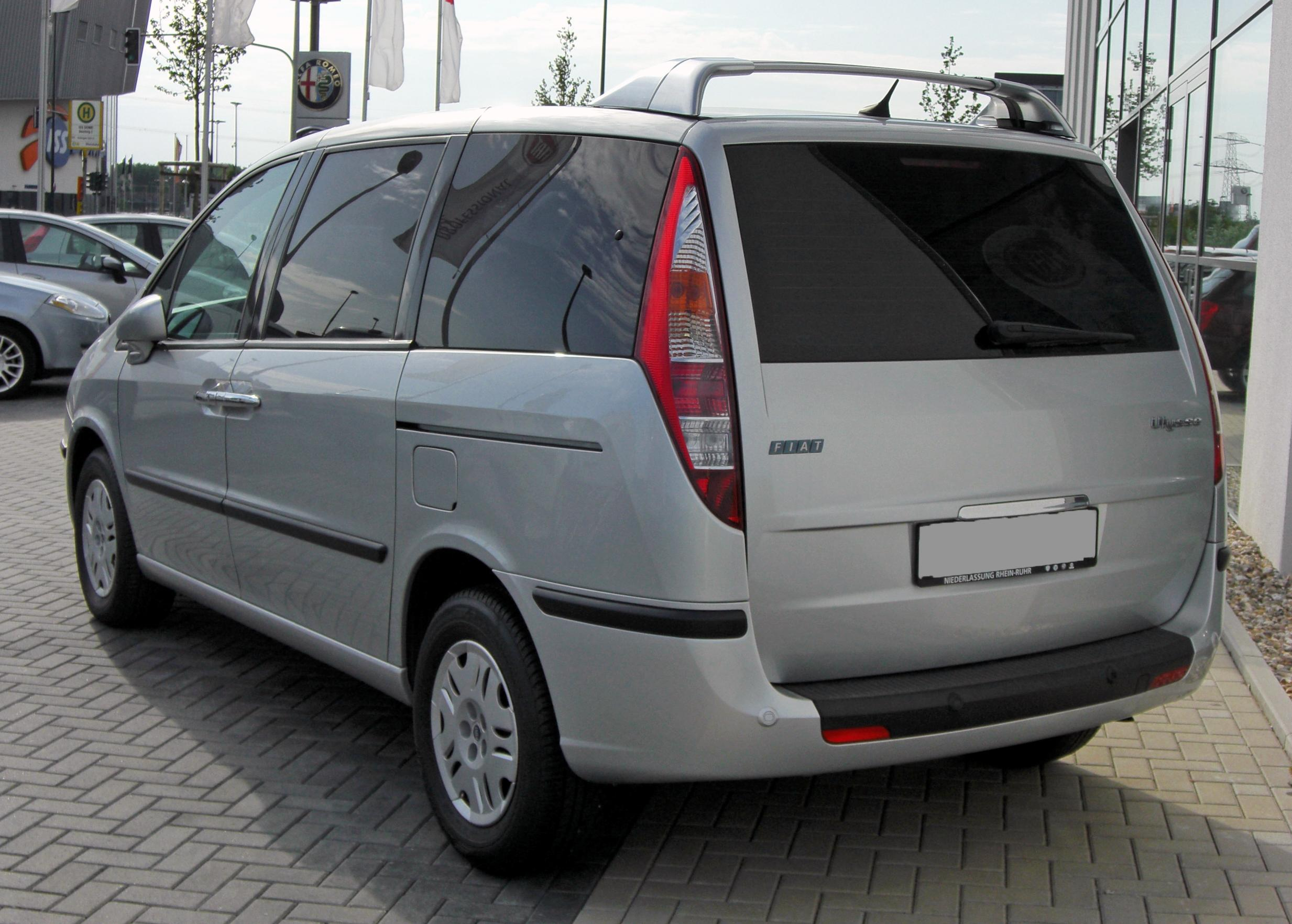
Fiat Ulysse II (02/2008–07/2011)
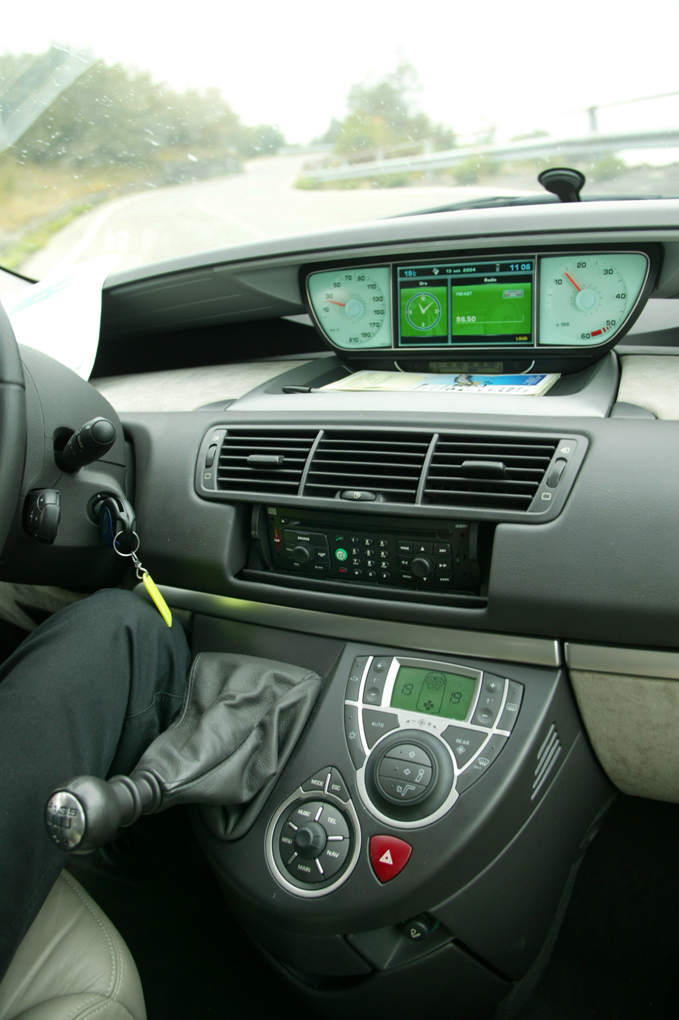

## Третє покоління (2022- )

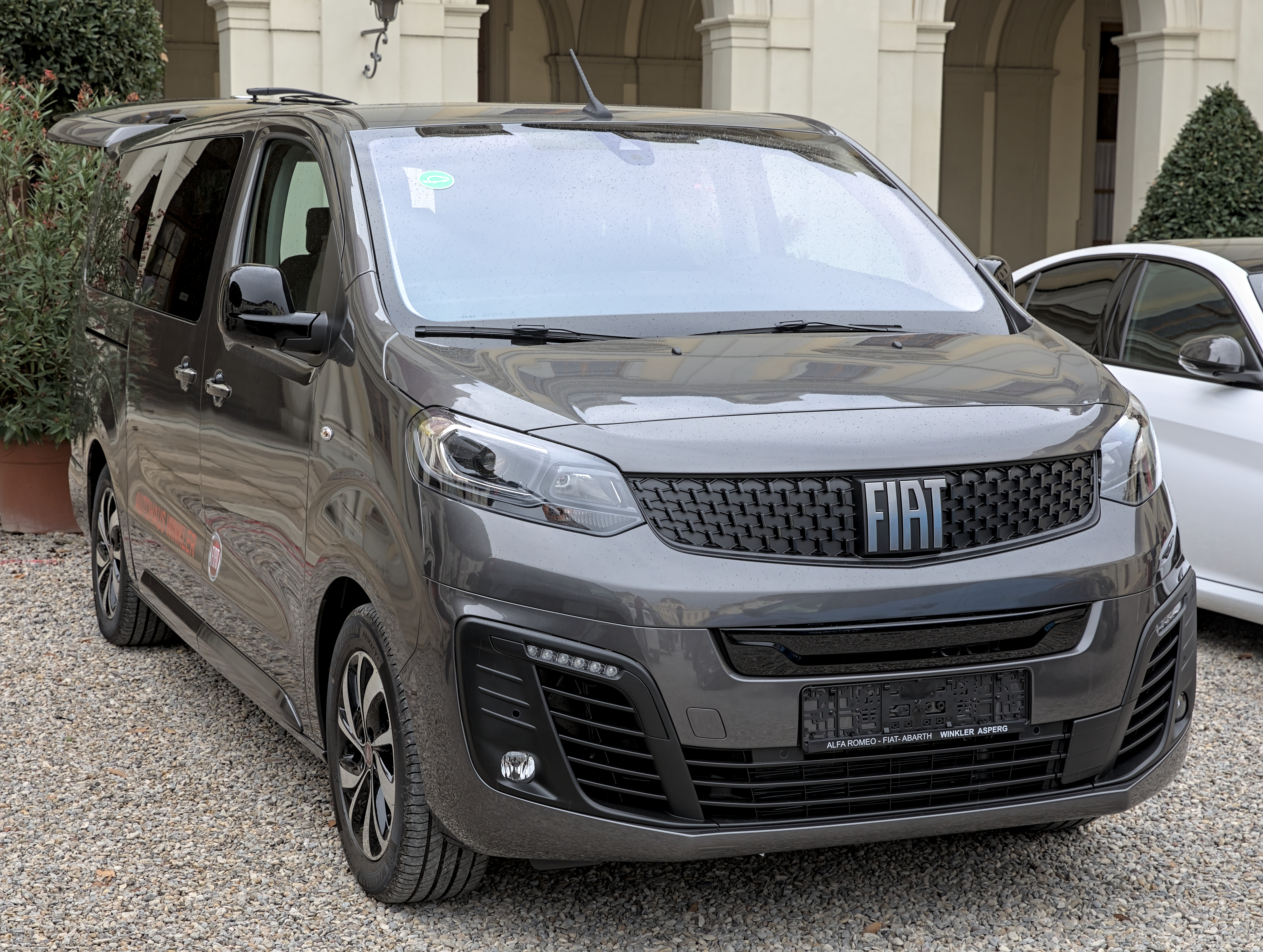
Fiat E-Ulysse

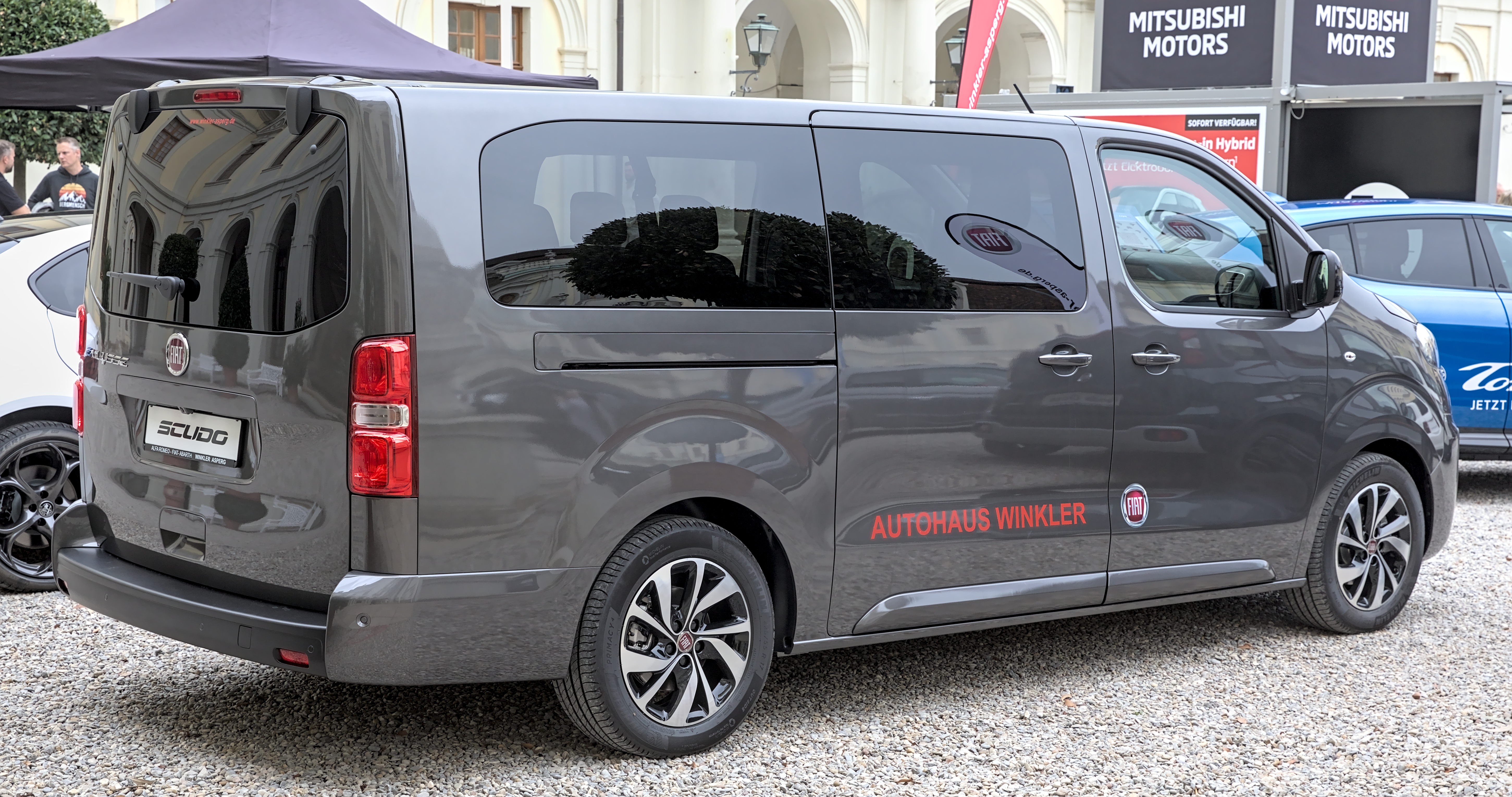

Fiat Ulysse третього покоління розроблений на платформі EMP2, що й Peugeot Traveller, Citroën Spacetourer, Toyota ProAce Verso та Opel Zafira Life. Комерційна версія називається Fiat Scudo.
За винятком Toyota, версії автомобілів цієї серії в Європі не доступні з двигунами внутрішнього згоряння з початку 2022 року. Fiat також пропонується тільки як E-Ulysse з електродвигуном потужністю 100 кВт (136 к.с.) і акумуляторами двох розмірів (запас ходу до 329 км згідно з WLTP), як E-Ulysse.